# Донской (Воронежская область)
Донской (ранее — Самодуровка) — хутор в Верхнемамонском районе Воронежской области России.
Входит в состав Дерезовского сельского поселения.

## География
Находится в 42 км от районного центра села Верхний Мамон.

### Улицы
- ул. Высокая,
- ул. Пролетарская,
- ул. Советская,
- ул. Терешковой

## Население
| 2010 |
| ---- |
| 32   |

## История
Хутор расположен на осадочных породах древнего моря (которые теперь именуются меловыми горами). Изначально это было село Самодуровка. По преданию в этих краях хозяйничал свирепый атаман, которого казаки прозвали самодуром, а от него и место стало так называться.
В период Великой Отечественной войны здесь велись ожесточённые боевые действия, местные жители тогда находились в оккупации.
В 1963 году указом Президиума Верховного Совета РСФСР хутор Самодуровка Россошанского сельского района переименован в хутор Донской.